# Józef Stanisław Wielopolski
 Józef Stanisław Wielopolski (ur. 1777, zm. 12 września 1815 w Wiedniu) – współwłaściciel  i mieszkaniec miasta Wielkie Oczy, hrabia na Pieskowej Skale i Żywcu od 1813 roku XII ordynat Ordynacji Myszkowskich.
Syn Ignacego Wielopolskiego i Elżbiety Ankwicz. Mąż Leony Eleonory Dembińskiej (1781-1824), córki Ignacego Dembińskiego. Ojciec Aleksandra Wielopolskiego.